# Joel Soriano
Joel Manuel Soriano (Yonkers, Nueva York; 30 de enero de 2000) es un baloncestista con doble nacionalidad, dominicana y estadounidense, que pertenece a la plantilla del Valencia Basket de la Liga ACB española, pero que se encuentra cedido en el Casademont Zaragoza. Con 2,08 metros de estatura, juega en la posición de pívot.

## Trayectoria deportiva

### Universidad
Jugó dos temporadas con los Rams de la Universidad de Fordham, en las que promedió 6,6 puntos y 7,4 rebotes por partido. Al término de la segunda temporada entró en el portal de transferencia de la NCAA.
El 19 de abril de 2021 se comprometió con los Red Storm de la Universidad de St. John's, donde disputó tres temporadas más, en las que promedió 12,0 puntos, 9,1 rebotes, 1,3 asistencias y 1,3 tapones por partido. En 2023 fue elegido como el jugador más mejorado de la Big East Conference e incluido en el segundo mejor quinteto de la conferencia.

#### Estadísticas
| Año     | Equipo     | PJ  | PT  | MPP  | %TC  | %3P  | %TL  | RPP  | APP | ROB | TPP | PPP  |
| ------- | ---------- | --- | --- | ---- | ---- | ---- | ---- | ---- | --- | --- | --- | ---- |
| 2019–20 | Fordham    | 30  | 12  | 19.5 | .455 | .000 | .686 | 6.6  | 0.5 | 0.4 | 0.9 | 4.8  |
| 2020–21 | Fordham    | 14  | 14  | 27.1 | .545 | .000 | .558 | 9.2  | 0.9 | 0.4 | 0.8 | 10.4 |
| 2021–22 | St. John's | 30  | 26  | 18.9 | .569 | .000 | .729 | 5.5  | 1.1 | 0.1 | 1.7 | 6.4  |
| 2022–23 | St. John's | 33  | 33  | 30.4 | .563 | .000 | .730 | 11.9 | 1.3 | 0.3 | 1.4 | 15.2 |
| 2023–24 | St. John's | 31  | 30  | 28.2 | .582 | .438 | .699 | 9.4  | 1.4 | 0.2 | 1.8 | 14.1 |
| Total   | Total      | 128 | 115 | 24.7 | .553 | .438 | .700 | 8.5  | 1.1 | 0.3 | 1.4 | 10.3 |

### Profesional
Tras no ser elegido en el Draft de la NBA de 2024, el 11 de septiembre firmó con los Charlotte Hornets, pero fue despedido el 28 de ese mismo mes. El 27 de octubre, se unió a su filial en la G League, los Greensboro Swarm.
En abril de 2025 fichó por los Santeros de Aguada de la BSN de Puerto Rico, donde se convirtió en uno de los jugadores más destacados del campeonato en la lucha bajo los aros desde su llegada con unos números de 16,9 puntos, 11,4 rebotes (tercero en rebotes totales) y 1,2 tapones (cuarto en esta estadística).
El 15 de mayo de 2025 fichó por el Valencia Basket de la Liga ACB española hasta final de temporada, con opción a otra más. El 19 de julio se anunció su cesión por una temporada al Casademont Zaragoza.